# NGC 4278
NGC 4278 là tên của một thiên hà elip nằm trong chòm sao Hậu Phát. Khoảng cách của nó với Trái Đất là 55 triệu năm ánh sáng. Kích thước biểu kiến của nó là khoảng 65000 năm ánh sáng. Vào ngày 13 tháng 3 năm 1785, nhà thiên văn học người Anh gốc Đức William Herschel phát hiện. Thiên hà NGC 4278 là một phần của Bản kê mục lục Herschel 400 (tiếng Anh: Herschel 400 Câtlogue) và có thể được nhìn thấy ở phía 1,75 độ của hướng tây bắc tính từ ngôi sao Gamma Comae Berenices, thấm chí là có thể nhìn thấy bằng một kính viễn vọng cỡ nhỏ.

## Đặc tính

NGC 4278 và NGC 4283 (bên trái).

Thiên hà NGC 4278 có một nhân thiên hà hoạt động và dựa trên quang phổ của nó, ta biết được nó có một vùng phát xạ hạt nhân ion hóa thấp. Giá thuyết thuyết phục nhất cho nguồn năng lượng cung cấp cho nhân thiên hà hoạt động là từ một cái đĩa bồi tụ quanh một lỗ đen siêu khối lượng. Cái lỗ đen này có khối lượng xấp xỉ (3.09 ± 0.54) × 108 lần khối lượng mặt trời dựa trên tốc độ phát tán của sao. Sự phát xạ tia X của hạt nhân cũng là bằng chứng ủng hộ cho giả thuyết này.

## Thiên hà lân cận
NGC 4278 được xem là một thành viên của một nhóm thiên hà tên là nhóm NGC 4274. Thành viên khác của nhóm này là NGC 4020, NGC 4062, NGC 4136, NGC 4173, NGC 4203, NGC 4245, NGC 4251, NGC 4274, NGC 4283, NGC 4310, NGC 4314, NGC 4359, NGC 4414, NGC 4509 và NGC 4525. Một cuộc khảo sát này đã đưa NGC 4278 vào chung nhóm với NGC 4631, NGC 4656, NGC 4559, NGC 4448 và NGC 4414. Nó cũng là một phần của nhóm Coma I, một phần của siêu đám Xử Nữ.

## Dữ liệu hiện tại
Theo như quan sát, đây là thiên hà nằm trong chòm sao Hậu Phát và dưới đây là một số dữ liệu khác:
Xích kinh 12h 20m 06.8s
Độ nghiêng +29° 16′ 51″
Giá trị dịch chuyển đỏ 0.002068 ± 0.000017  
Vận tốc xuyên tâm 620 ± 5 km/s
Cấp sao biểu kiến 10.2 
Kích thước biểu kiến 4′.1 × 3′.8
Loại thiên hà E1-2 